# Myrsine cicatricosa
Myrsine cicatricosa är en viveväxtart som först beskrevs av Cheng Yih Wu och C. Chen, och fick sitt nu gällande namn av Pipoly och C. Chen. Myrsine cicatricosa ingår i släktet Myrsine och familjen viveväxter. Inga underarter finns listade i Catalogue of Life.